# دوغالد ماكدونالد
دوغالد ماكدونالد (بالإنجليزية: Dugald MacDonald)‏ هو لاعب اتحاد الرغبي جنوب أفريقي، ولد في 20 يناير 1950 في ديربان في جنوب أفريقيا.

## وصلات خارجية
- دوغالد ماكدونالد عل موقع إسبنسكروم (الإنجليزية)